# Бофор Дривал
Бофор Дривал (фр. Beaufour-Druval) насеље је и општина у северној Француској у региону Доња Нормандија, у департману Калвадос која припада префектури Лисје.
По подацима из 2011. године у општини је живело 429 становника, а густина насељености је износила 37,83 становника/km². Општина се простире на површини од 11,34 km². Налази се на средњој надморској висини од 130 метара (максималној 151 m, а минималној 30 m).

## Демографија
| 1962. | 1968. | 1975. | 1982. | 1990. | 1999. | 2011. |
| ----- | ----- | ----- | ----- | ----- | ----- | ----- |
| 314   | 317   | 239   | 293   | 323   | 362   | 429   |

График промене броја становника у току последњих година